# Soletellina siliquens
Soletellina siliquens is een tweekleppigensoort uit de familie van de Psammobiidae. De wetenschappelijke naam van de soort is voor het eerst geldig gepubliceerd in 1993 door Willan.